# Acromyrmex rugosus
Acromyrmex rugosus är en myrart som först beskrevs av Smith 1858.  Acromyrmex rugosus ingår i släktet Acromyrmex och familjen myror.

## Underarter
Arten delas in i följande underarter:
- A. r. rochai
- A. r. rugosus
- A. r. santschii

## Bildgalleri

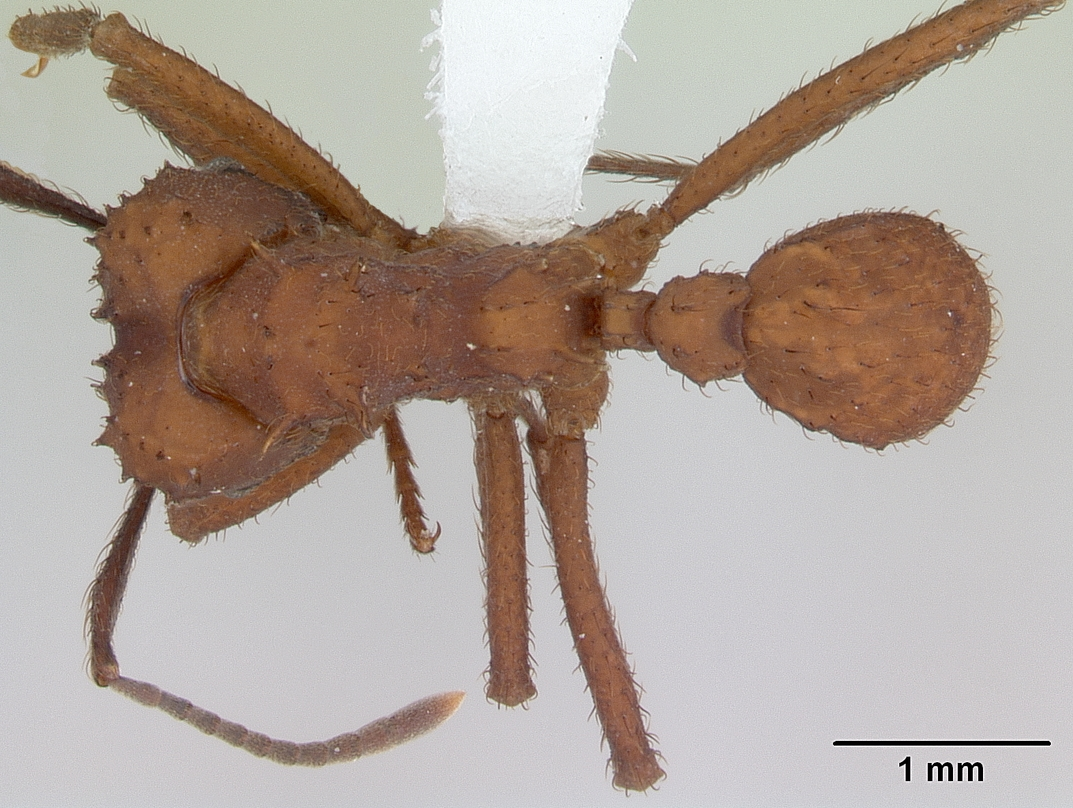
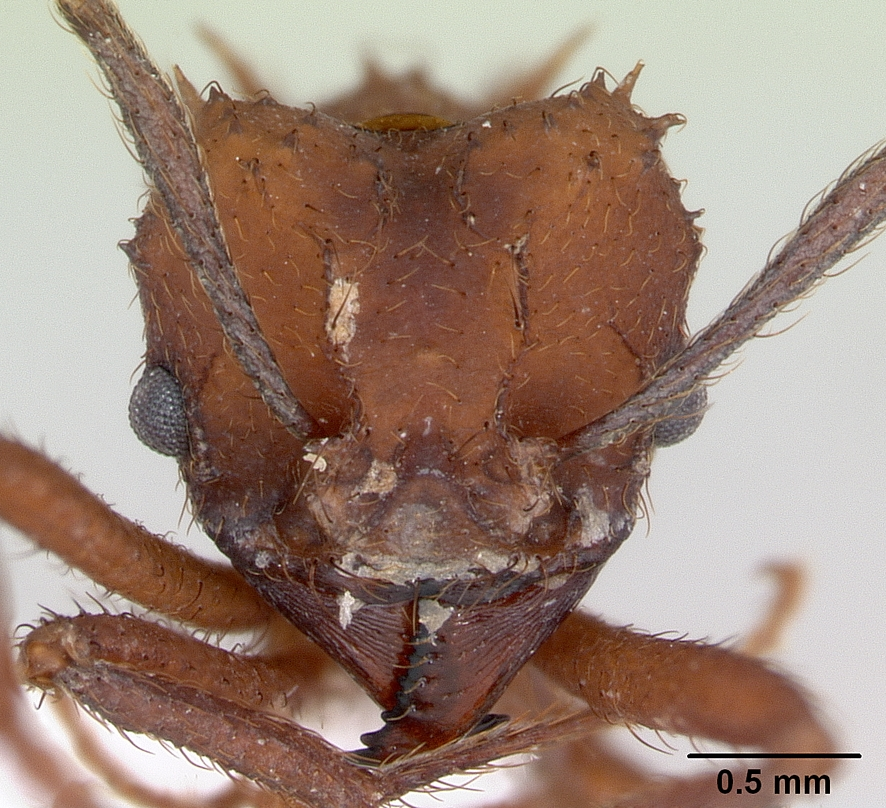
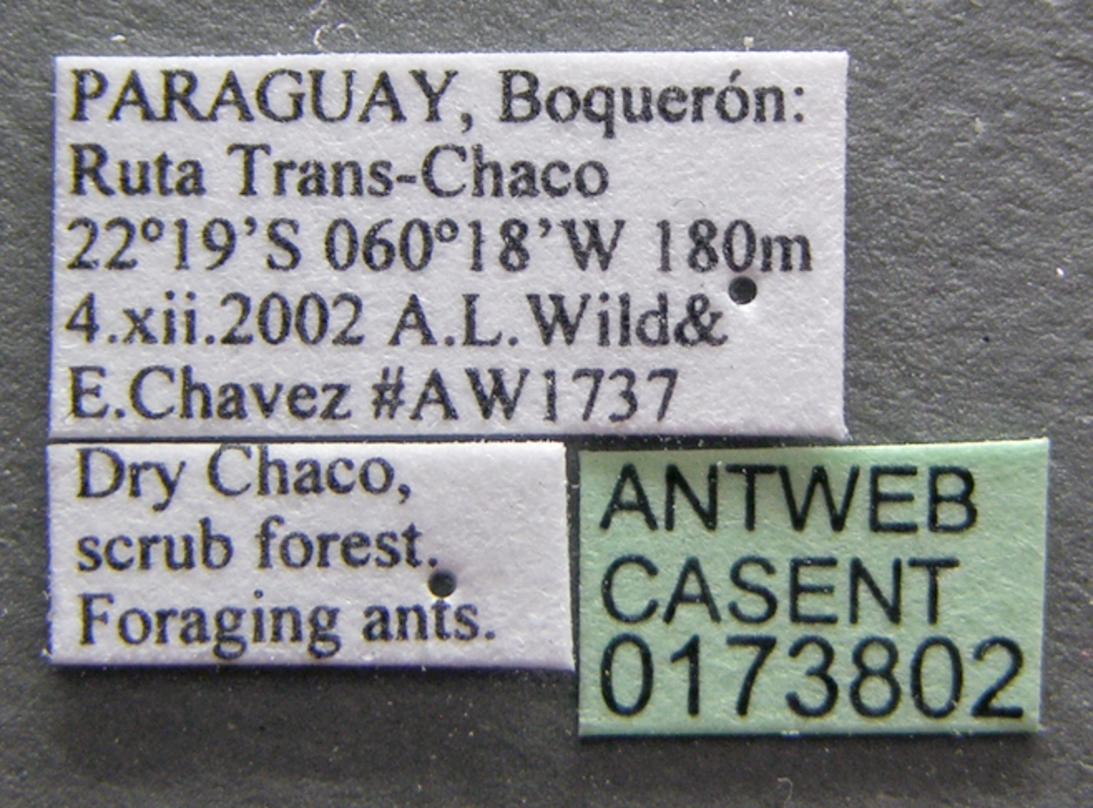